# Artiom Bystrov
Artiom Bystrov (Артём Николаевич Быстров) est un acteur de théâtre et de cinéma russe né le 19 mars 1985 à Gorki.

## Biographie
Il intègre en 2009 la troupe du théâtre d'art de Moscou.

## Filmographie partielle
- 2013 : Vosmerka d'Alekseï Outchitel : Grekh
- 2014 : L'Idiot ! de Youri Bykov
- 2018 : T-34, machine de guerre d'Alexeï Sidorov
- 2021 : Malenki voin d'Ilia Ermolov
- 2021 : Skaji eï d'Alexandre Molotchnikov : Artiom

## Scénographie sélective
- 2010 : Le Ravin d'Ivan Gontcharov (mise en scène d'A. Shapiro) : Volokhov
- 2011 : Le Maître et Marguerite de Mikhaïl Boulgakov : Levi Matvei
- 2011 : La Garde blanche de Mikhaïl Boulgakov : Studsinsky

## Distinctions

### Récompense
- 2014 : Prix d'interprétation masculine au festival international du film de Locarno 2014 pour L'Idiot !.